# Odotheus
Odotheus ou Odothée (Adotheus chez Zosime) est un roi Greuthunge qui mena une tentative d'incursion dans l'Empire romain en 386. Il est défait et tué par le général romain Flavius Promotus.

## Biographie
À l'automne 386, Odotheus tente de traverser le Danube, qui marquait la frontière de l'Empire romain, à la tête d'une armée de Goths Greuthunges et d'autres tribus germaniques. Le poète Claudien évoque une flotte de 3 000 navires dans son panégyrique sur le quatrième consulat de l'empereur Honorius. Il donne également à Odothée le titre de roi.
Odotheus est arrêté sur le fleuve dans la région de l'île de Peucé, dans le Bas-Danube par l'armée de l'empereur Théodose alors qu'il tentait de passer en Thrace. L'armée romaine, constituée d'infanterie et de barques fluviales, est commandées par le magister peditum per Thracias Flavius Promotus. L'une des deux versions rapportées par l'historien antique Zosime évoque une trahison des Goths par les Romains. Selon lui et selon le poète Claudien, Odotheus aurait été tué par Promotus en personne durant la bataille.